# Coleochaetophyceae
Coleochaetophyceae é uma classe de algas do grupo das carófitas que inclui alguns dos parentes multicelulares mais próximos das plantas terrestres.